# Středoevropský pohár dorostu v orientačním běhu 2019
4. Středoevropský pohár dorostu v orientačním běhu (anglicky CEYOC 2019) proběhl ve dnech 5. dubna — 7. dubna 2019. Závody o účasti výběrů ze šesti států střední Evropy hostilo Česko s hlavním centrem v obci Háj ve Slezsku.

## Program závodů
Program Středoevropského poháru byl zveřejněn v souladu s Pravidly IOF v Bulletinu číslo dva.
| Den    | Datum    | Typ závodu | Centrum závodu | Výsledky |
| ------ | -------- | ---------- | -------------- | -------- |
| pátek  | 5. duben | Sprint     | Ostrava        | zde      |
| sobota | 6. duben | Long       | Háj ve Slezsku | zde      |
| neděle | 7. duben | Štafety    | Háj ve Slezsku | zde      |

## Štafety H,D16 a H,D18
| Zlatá medaile            | Česko 2. (Gajda Martin, Štregl Matyáš, Chaloupský Jakub)         | 87:59  | –      | Zlatá medaile    | Maďarsko 1. (Sárközy Rita, Zempléni Lilla, Czakó Boglárka)         | 79:56  | –      |
| Stříbrná medaile         | Německo 1. (Pompe Marek, Reichenbach Anselm, Kunckel Konstantin) | 90:25  | +2:26  | Stříbrná medaile | Česko 2. (Fejfarová Tereza, Tichá Dorotea, Bulířová Ema)           | 80:01  | +0:05  |
| Bronzová medaile         | Polsko 1. (Sztranek Jan, Nowak Michal, Słomczynski Ignacy)       | 92:00  | +4:01  | Bronzová medaile | Česko 1. (Smolková Barbora, Hovorková Karolína, Muličková Markéta) | 86:02  | +6:06  |
| 4.                       | Maďarsko 2. (Tóczik Vendel, Kiss Mikes Tamás, Sztojka Milán)     | 98:44  | +10:45 | 4.               | Maďarsko 2. (Máramarosi Rita, Lantai Lili, Mag Viktória)           | 90:19  | +10:23 |
| 5.                       | Rakousko 1. (Wieser Lukas, Brabek Peter, Prutsch Joel)           | 103:17 | +15:18 | 5.               | Polsko 1. (Sudol Hanna, Perfikowska Hanna, Krempinska Julia)       | 95:13  | +15:17 |
| 6.                       | Maďarsko 1. (Göcnzi Péter, Klement Kélen, Angyal Dániel)         | 104:03 | +16:04 | 6.               | Německo 1. (Kästner Lisa, Caspari Emma, Steinert Luise)            | 102:18 | +22:22 |
| Oficiální výsledky (IOF) |                                                                  |        |        |                  |                                                                    |        |        |

| Zlatá medaile            | Maďarsko 1. (Nagy Peter, Egei Balázs, Jonás Ferenc)             | 113:27 | –      | Zlatá medaile    | Česko 1. (Dittrichová Michaela, Vejražková Róza, Blažková Kateřina) | 102:31 | –      |
| Stříbrná medaile         | Česko 2. (Gajda Jan, Švadlena Michal, Link Lukáš)               | 115:45 | +2:18  | Stříbrná medaile | Česko 2. (Pekárová Jana, Matějková Barbora, Kochová Anna)           | 102:33 | +0:02  |
| Bronzová medaile         | Německo 1. (Becker Lukas, Imbsweiler Lucas, Scheuermann Martin) | 115:55 | +2:28  | Bronzová medaile | Maďarsko 2. (Takács Szilvia, Lantai Boróka, Gárdonyi Csilla)        | 105:33 | +3:02  |
| 4.                       | Česko 1. (Safka Sebastian, Maláčka Milan, Janovský Tomáš)       | 118:03 | +4:36  | 4.               | Maďarsko 1. (Hajdu Nelli, Néda Júlia, Mérő Dominika)                | 107:41 | +5:10  |
| 5.                       | Polsko 1. (Kurzyps Stanosław, Deredas Bruno, Rzenca Piotr)      | 128:32 | +15:05 | 5.               | Polsko 1. (Topor Magdalen, Pogoda Kinga, Gielec Zuzana)             | 117:59 | +15:28 |
| 6.                       | Maďarsko 2. (Néda Tamás, Szurnyi Áron, Somogár Zoltán)          | 133:38 | +20:11 | 6.               | Německo 1. (Leonhardt Charlotte, Buchberger Lina, Trettinier Kayla) | 120:33 | +18:02 |
| Oficiální výsledky (IOF) |                                                                 |        |        |                  |                                                                     |        |        |

## Česká reprezentace na CEYOC
| M16                           | M16                           | M16                           | M16                           | M16                           | M16                           | M16                           | M16                           |
| ----------------------------- | ----------------------------- | ----------------------------- | ----------------------------- | ----------------------------- | ----------------------------- | ----------------------------- | ----------------------------- |
| - Umístění českých dorostenců | - Umístění českých dorostenců | - Umístění českých dorostenců | - Umístění českých dorostenců | - Umístění českých dorostenek | - Umístění českých dorostenek | - Umístění českých dorostenek | - Umístění českých dorostenek |
| Jméno                         | Sprint                        | Long                          | Štafety                       | Jméno                         | Sprint                        | Long                          | Štafety                       |
| Jakub Chaloupský              | 3. místo                      | 2. místo                      | 1. místo                      | Markéta Mulíčková             | 3. místo                      | 3. místo                      | 3. místo                      |
| Matyáš Štregl                 | 5. místo                      | 10. místo                     | 1. místo                      | Ema Bulířová                  | 7. místo                      | 8. místo                      | 2. místo                      |
| Martin Gajda                  | 8. místo                      | 4. místo                      | 1. místo                      | Karolína Hovořáková           | 10. místo                     | 24. místo                     | 3. místo                      |
| Filip Haas                    | 12. místo                     | 12. místo                     | DSQ                           | Tereza Fejfarová              | 16. místo                     | 4. místo                      | 2. místo                      |
| Oldřich Kohoutek              | 7. místo                      | 9. místo                      | DSQ                           | Dorotea Tichá                 | 11. místo                     | 9. místo                      | 2. místo                      |
| Lukáš Vitebský                | 1. místo                      | 1. místo                      | DSQ                           | Barbora Smolková              | 5. místo                      | 9. místo                      | 3. místo                      |

| M18                           | M18                           | M18                           | M18                           | M18                           | M18                           | M18                           | M18                           |
| ----------------------------- | ----------------------------- | ----------------------------- | ----------------------------- | ----------------------------- | ----------------------------- | ----------------------------- | ----------------------------- |
| - Umístění českých dorostenců | - Umístění českých dorostenců | - Umístění českých dorostenců | - Umístění českých dorostenců | - Umístění českých dorostenek | - Umístění českých dorostenek | - Umístění českých dorostenek | - Umístění českých dorostenek |
| Jméno                         | Sprint                        | Long                          | Štafety                       | Jméno                         | Sprint                        | Long                          | Štafety                       |
| Jan Gajda                     | DSQ                           | 5. místo                      | 2. místo                      | Anna Kochová                  | 9. místo                      | 4. místo                      | 2. místo                      |
| Tomáš Janovský                | 4. místo                      | 3. místo                      | 4. místo                      | Michaela Dittrichová          | 5. místo                      | 2. místo                      | 1. místo                      |
| Lukáš Link                    | 10. místo                     | 7. místo                      | 2. místo                      | Kateřina Blažková             | 8. místo                      | 9. místo                      | 1. místo                      |
| Sebastian Šafka               | 7. místo                      | 9. místo                      | 4. místo                      | Jana Pekařová                 | 2. místo                      | 6. místo                      | 2. místo                      |
| Michal Švadlena               | 12. místo                     | 13. místo                     | 2. místo                      | Rozálie Vejražková            | 11. místo                     | 7. místo                      | 1. místo                      |
| Milan Malačka                 | 9. místo                      | 14. místo                     | 4. místo                      | Barbora Matějková             | 12. místo                     | 8. místo                      | 2. místo                      |

## Medailová klasifikace podle zemí
| Medailová klasifikace podle zemí | Medailová klasifikace podle zemí | Medailová klasifikace podle zemí | Medailová klasifikace podle zemí | Medailová klasifikace podle zemí | Medailová klasifikace podle zemí |
| Umístění                         | Země                             | Zlato                            | Stříbro                          | Bronz                            | Součet                           |
| -------------------------------- | -------------------------------- | -------------------------------- | -------------------------------- | -------------------------------- | -------------------------------- |
| 1.                               | Maďarsko                         | 8                                | 3                                | 5                                | 16                               |
| 2.                               | Česko                            | 4                                | 6                                | 5                                | 15                               |
| 3.                               | Německo                          | 0                                | 2                                | 2                                | 4                                |
| 4.                               | Polsko                           | 0                                | 1                                | 1                                | 2                                |
| *5.                              | Slovinsko                        | 0                                | 0                                | 0                                | 0                                |
| *5.                              | Rakousko                         | 0                                | 0                                | 0                                | 0                                |